# Jens Jørgen Holm
Jens Jørgen Holm (født 17. juni 1828 på gården Eskjær, død 9. maj 1906 i Frederikshavn) var en dansk proprietær og politiker. Han var medlem af Folketinget 1864-1866 og 1869-1872.
J.J. Holm blev født på hovedgården Eskjær mellem Hjørring og Frederikshavn. Han var søn af landmand Chr. Pedersen Holm. Efter endt skolegang arbejdede han på Eskjær. Han var soldat fra 1850 til 1853 og gjorde tjeneste som underkorporal flere steder i Slesvig og Holsten. Holm blev gift med Amalia Olesen 15. oktober 1854. Da Amalia var enebarn, boede ægteparret hos hendes forældre på gården Øster Ribberholt, en proprietærgård på 120 tønder land, i Åsted Sogn vest for Frederikshavn. Amalias forældre døde efter kort tid, og de arvede gården. Familien flyttede til Frederikshavn i 1885 og solgte gården i 1890.
J.J. Holm havde adskillige tillidshverv blandt andet forligsmægler og vurderingsmand. Han var medlem af sognerådet 1859-1864 og 1868-1873 og sognerådsformand i 1860-1864 og 1868-1868 og 1873. Han bestyrelsesmedlem i Frederikshavns og Omegns Sparekasse fra 1873 og direktør i sparekassen fra 1885 til sin død 1906.
Ved folketingsvalget 1864 var F.C.F. Tutein eneste kandidat i Frederikshavnkredsen, men fik ikke nok stemmer til at blive valgt. Ved omvalget en uge senere vandt Holm over Tutein. Holm genopstillede ikke ved folketingsvalget i juni 1866, men stillede op igen og vandt i 1869. Han tabte folketingsvalget i 1872 til redaktør M. Vogelius og stillede ikke op igen senere. Han tilhørte Mellempartiet i Folketinget.
Holm blev udnævnt til kancelliråd i 1894.